# Scanner
Scanner — немецкая хеви/спид/пауэр-метал группа, появившаяся в 1986 году в Гельзенкирхене. Основная тематика текстов песен — технократия, фантасмагорическое будущее, научная фантастика, НЛО и подобные явления. От первоначального состава группы остался лишь гитарист и композитор Аксель Юлиус.

## История
Группа Scanner была образована в 1986 году двумя гитаристами — Акселем Юлиусом и Томасом Зофой, а также басистом Мартином Борком из группы Lions Breed, существовавшей в период с 1982 по 1986 года и выпустившей одно демо в 1983 и один студийный альбом в 1985 году.
Вышедший в 1988 году дебютный студийный альбом Hypertrace, а затем и второй Terminal Earth годом позже, были выдержаны в мистическом духе — тексты песен были на такие не вполне привычные для метал-сцены того времени темы, как научная фантастика, технократия, НЛО и, вообще, на космическую тему. Также, в записи песни Locked Out принял участие приглашённый как гость Ральф Шиперс, позднее участник групп Gamma Ray, Primal Fear и многих других.
Музыкальная концепция альбома являла собой хеви-метал, тесно граничащий со спид- и пауэр-металом — особенно ярко это выражается в резких сменах барабанных и гитарных партий, неожиданных гитарных соло, а также и в вокальной линии, выдержанной в стиле вокалистов пауэр-метала. Такие резкие смены темпа наиболее проявляются во 2-м альбоме.
В результате, Hypertrace получил широкую известность и оглушительный успех у слушателей, и до сих пор высоко оценивается как музыкальными критиками, так и фанатами метала и любителями темы таинственного и неизведанного космического пространства.
Композиция Across The Universe с альбома Hypertrace вместе с песней Round Trip группы Rage вошла в сплит-альбом, вышедший в 1988 году.
Альбом Terminal Earth записывался уже без участия Михаэля Кноблиха — замену Кноблиху нашли в лице американского вокалиста под псевдонимом S.L.Coe (настоящее имя — Желько Топалович). Стиль пения и тембр голоса Топаловича был довольно близок к вокальным данным Кая Хансена.
После выхода Terminal Earth группа некоторое время находилась в периоде «творческого застоя», и лишь в 1994 году выпустила трёхпесенное демо, все композиции с которого войдут в трек-лист будущего альбома в несколько видоизменённых вариантах.
В 1994-м в группу пришёл новый участник — польский вокалист Херидон Ли (настоящее имя — Лешек Шпигель) который пробыл в коллективе последующие три года и записал с группой два студийных альбома.
В записи альбома Mental Reservation был задействован известный немецкий басист Дарио Тробок, взявший псевдоним «Джон Смит», и позднее участник таких групп, как At Vance, Gallows Pole и своего сольного проекта.
Год спустя, в 1996-ом, коллектив пополняется клавишником Штефаном Брауном и американским басистом Марком Саймоном, а также вторым гитаристом Штефаном Николой. В данном составе из 6 человек, группа записывает 4-й студийный альбом под названием Ball of the Damned. Альбом содержал также кавер-версию песни Innuendo культовой британской группы Queen. В качестве гостя снова был приглашён Ральф Шиперс, к тому времени уже достигший значительной популярности в группе Gamma Ray, а также, и из-за неудачной попытки попасть на место вокалиста Judas Priest.
Период записи пятого студийного альбома под названием Scantropolis (2002) ознаменовался очередной сменой вокалиста — на этот раз им стала певица Лиза Крофт. Изначально, вместо Лизы планировалось использовать голос Крис Шмитт, концертной бек-вокалистки группы, с её участием было записано демо, которое получило одобрение от лейбла, однако она не согласилась быть ведущей вокалисткой, ссылаясь на собственные страхи и ответственность. В итоге, после продолжительных поисков, в группу была принята Лиза Крофт, которая однако, «не была и вполовину так хороша, как Крис (Шмитт)». Записанный с ней Scantropolis имел в результате довольно негативные отклики среди поклонников группы. От первоначального состава коллектива к тому времени остался лишь один Аксель. Для записи басовых партий снова был приглашён басист Марк Саймон, который также выступил и как звукоинженер при записи этого альбома.
В 2004 году в коллектив была принята японская бас-гитаристка Каюри Нива, до того игравшая в малоизвестной немецкой хэви-метал-группе Requiem, также из Гельзенкирхена. Она пробыла в Scanner до 2006 года и участвовала в концертной деятельности группы. На данный момент является участником немецкой треш-метал группы Adligate.
Новый, шестой студийный альбом под названием The Judgement вышел 23 января 2015 года. Он стал первым релизом группы после почти 13-летнего перерыва и живых выступлений, и первым с немецким вокалистом греческого происхождения Эфтимиосом Иоаннидисом, являющимся постоянным участником группы с 2003 года. Известно, что над обложкой альбома работал греческий художник Анестис Годас, известный по сотрудничеству с такими коллективами как Falloch, а также с многими греческими метал-группами. Мастеринг альбома производился в Финляндии. 17 февраля состоялся официальный релиз этого альбома в США. Также, 20 февраля в продажу поступил первый официальный DVD группы с клипом на песню The Judgement. Выпуск — ограниченное издание в 200 копий.
Также, в 2015 году группой намечена серия концертных выступлений в различных местах Европы: Мадриде (Испания) и Диттигхейме (Германия).
9 сентября 2016 года было объявлено о новом альбоме, выпуск которого запланирован на 2017 год. Предварительное название — «The GALACTOS TAPES».

## Истоки
Аксель Юлиус, один из основателей и основной композитор коллектива отмечает влияние таких классических британских групп как: Deep Purple, Pink Floyd, Status Quo, Uriah Heep, UFO, Wishbone Ash, соотечественников Scorpions, канадцев April Wine, а также Al Di Meola, Yes, из непосредственно хэви-металических групп: Judas Priest, Iron Maiden, Manowar, Black Sabbath, Saxon, Rainbow.

## Дискография

### Студийные альбомы
- Hypertrace (1988)
- Terminal Earth (1989)
- Mental Reservation (1995)
- Ball of the Damned (1996)
- Scantropolis (2002)
- The Judgement (2015)
- The Cosmic Race (2024)

### Демо
- Conception of a Cure (1994)

## Видеография
- The Judgement (2015)

## Составы

### Текущий состав
- Аксель Юлиус — электрогитара (1986 — наши дни)
- Эфтимиос Иоаннидис — вокал (2003 — наши дни)
- Йорн Беттентруп - бас-гитара (2018 — наши дни)
- Саша Курпанек - ударные (2024 — наши дни)
- Доминик Роте - электрогитара (2023 — наши дни)

### Бывшие участники
- Михаэль Кноблих — вокал (1986—1988)
- Томас Зофа — электрогитара (1986—1990)
- Мартин Борк — бас-гитара (1986—1990)
- Вольфганг Колорц — ударные (1986—1990)
- Желько Топалович (S.L.Coe) — вокал (1989—1991)
- Херидон Ли — вокал (1994—1997)
- Джон Смит — бас-гитара (1995—1997)
- Д. Д. Букко (D.D. Bucco) — ударные (1995—1997)
- Штефан Браун — клавишные (1996—1997)
- Марк Саймон — бас-гитара (1997—2003)
- Йоханнес Брунн — клавишные (2000—2005)
- Тило Цаун — электрогитара (2002—2006)
- Ян Циммер — ударные (2002—2003)
- Лиза Крофт — вокал (2002—2003)
- Франц Эйхбергер — ударные (2003—2005, 2011—2013)
- Штефан Якобс — бас-гитара (2003—2004)
- Каюри Нива — бас-гитара (2004—2006)
- Торбен Бём — бас-гитара (2007—2008)
- Оливер Эмановски — бас-гитара (2009—2012)
- Мат Бауэр — ударные (2009—2010)
- Патрик Клозе — ударные (2010—2011, 2013—2015)
- Андреас Цайдлер — электрогитара (2008 — 2019)
- Джонатан Зелль — бас-гитара (2012 — 2015)
- Ханно Керстан — ударные (2015 — 2017)
- Борис Френкель - ударные (2018 - 2023)